# Mike Thackwell
Mike Thackwell (n. 30 martie 1961) este un fost un pilot neo-zeelandez de Formula 1 care a evoluat în Campionatul Mondial în 1980 și 1984.